# Химеџи
Химеџи (јап. 姫路市) град је у Јапану у префектури Хјого. Према попису становништва из 2005. у граду је живело 482.307 становника.

## Становништво
Према подацима са пописа, у граду је 2005. године живело 482.307 становника.
| 1995.   | 2000.   | 2005.   |
| ------- | ------- | ------- |
| 470.986 | 478.309 | 482.307 |